# بارینگ (واشینگتن)
بارینگ (به انگلیسی: Baring) یک منطقهٔ مسکونی در ایالات متحده آمریکا است که در شهرستان کینگ، واشینگتن واقع شده‌است. بارینگ ۴٫۶ کیلومتر مربع مساحت و ۲۲۰ نفر جمعیت دارد و ۲۳۶ متر بالاتر از سطح دریا واقع شده‌است.